# Argument slobodne volje
Argument slobodne volje također poznat kao paradoks slobodne volje ili teološki fatalizam tvrdi da su sveznanje i slobodna volja inkompatibilni i da je svaki koncept Boga koji utjelovljuje oba ova svojstva stoga inherentno kontradiktoran. Argument se može fokusirati na inkoherenciju da ljudi imaju slobodnu volju ili da sam Bog može imati slobodnu volju. Ovi argumenti duboko su povezani s implikacijama o predestinaciji pa se često čini da odjekuju dilemu o determinizmu.

## Ljudi i njihova slobodna volja
Neki argumenti protiv Boga fokusiraju se na navodnu inkoherenciju da čovječanstvo posjeduje slobodnu volju. Ovi argumenti su duboko povezani s implikacijama o predestinaciji.
Mojsije Majmonid formulirao je argument s obzirom na slobodnu volju neke osobe, u tradicionalnim pojmovima dobrih i zlih djela, kako slijedi:
"Zna li Bog ili ne zna da će neki pojedinac biti dobar ili zao? Ako kažeš 'On zna', onda nužno slijedi da je [taj] čovjek primoran djelovati onako kako je Bog već znao da će čovjek djelovati, inače bi Božje znanje bilo nesavršeno.…"

## Više informacija
- Knjiga života
- molinizam
- popis paradoksa

## Preporučena literatura
- Thomas Aquinas. Summa Contra Gentiles
- Thomas Aquinas. Summa Theologica I, Q. XIV, esp. Art. 13: "Whether the Knowledge of God is of Future Contingent Things?".
- Boethius. The Consolation of Philosophy. Mnoga izdanja.
- Hasker, William. God, Time, and Foreknowledge". Ithaca: Cornell University Press, 1998.
- Molina, Luis de. On Divine Foreknowledge, prev. Alfred J. Freddoso. Ithaca: Cornell University Press, 1988.
- Plantinga, Alvin. "On Ockham's Way Out". Faith and Philosophy 3 (3): 235–269.
- Ockham, William. Predestination, God's Foreknowledge, and Future Contingents,  prev. M. M. Adams i N. Kretzmann. Indianapolis: Hackett Publishing Company, 1983.
- Zagzebski, Linda. "The Dilemma of Freedom an Foreknowledge". New York: Oxford University Press, 1991.
- Luther, Martin: De servo arbitrio, na engleskom: On the Bondage of the Will. Na latinskom i njemačkom 1525., na modernom engleskom: J.I. Packer i O. R. Johnston, prev. Old Tappan, New Jersey: Fleming H. Revell Co., 1957.

## Vanjske poveznice
- Free Will  Arhivirana inačica izvorne stranice od 2. listopada 2011. (Wayback Machine) – Freethoughtpedia.com izvorni članak o naravi slobodne volje i kako se primjenjuje na religiju
- The Paradox of Free will – online rasprava
- Thomas Aquinas. Summa Theologica I, Q. XIV, Art. 13.